# NGC 7723
NGC 7723 ist eine Balken-Spiralgalaxie vom Hubble-Typ SBb im Sternbild Aquarius auf der Ekliptik. Sie ist schätzungsweise 87 Millionen Lichtjahre von der Milchstraße entfernt und hat einen Durchmesser von etwa 90.000 Lichtjahren. Gemeinsam mit vier weiteren Galaxien gilt sie als Mitglied der NGC 7727-Gruppe (LGG 480).
Die Typ-Ia-Supernova SN 1975N wurde hier beobachtet.
Das Objekt wurde am 27. November 1785 von William Herschel entdeckt.